# EnschedeAnders
EnschedeAnders (EA) is een Nederlandse lokale politieke partij in de gemeente Enschede. Oprichtster is Margriet Visser, fractievoorzitter is Herman Brouwer.
Sinds de gemeenteraadsverkiezingen van maart 2014 heeft de fractie één zetel en maakt zij deel uit van de oppositie.